# Municipio de Center (condado de Williams)
El municipio de Center (en inglés: Center Township) es un municipio ubicado en el condado de Williams en el estado estadounidense de Ohio. En el año 2010 tenía una población de 2874 habitantes y una densidad poblacional de 30,67 personas por km².

## Geografía
El municipio de Center se encuentra ubicado en las coordenadas 41°28′6″N 84°38′7″O / 41.46833, -84.63528. Según la Oficina del Censo de los Estados Unidos, el municipio tiene una superficie total de 93.72 km², de la cual 93,29 km² corresponden a tierra firme y (0,46 %) 0,43 km² es agua.

## Demografía
Según el censo de 2010, había 2874 personas residiendo en el municipio de Center. La densidad de población era de 30,67 hab./km². De los 2874 habitantes, el municipio de Center estaba compuesto por el 97,77 % blancos, el 0,24 % eran afroamericanos, el 0,1 % eran amerindios, el 0,94 % eran asiáticos, el 0,56 % eran de otras razas y el 0,38 % eran de una mezcla de razas. Del total de la población el 2,64 % eran hispanos o latinos de cualquier raza.